# بخش پولاسکی (شهرستان ویلیامز، اوهایو)
بخش پولاسکی (به انگلیسی: Pulaski Township) یک منطقهٔ مسکونی در ایالات متحده آمریکا است که در شهرستان ویلیامز، اوهایو واقع شده‌است.
 بخش پولاسکی ۸۱٫۵ کیلومتر مربع مساحت و ۲٬۶۲۸ نفر جمعیت دارد و ۲۲۷ متر بالاتر از سطح دریا واقع شده‌است.